# Max-Léo Gérard
Henri Léo Max Gérard (Luik, 24 april 1879 - Ukkel, 26 november 1955) was een Belgisch liberaal politicus.

## Biografie
Max-Léo Gérard was de zoon van Léon Gérard, industrieel, burgemeester van Luik en volksvertegenwoordiger. Hij was de tweelingbroer van Gustave-Léo Gérard, afgevaardigd bestuurder van het Centraal Nijverheidscomité, en de oom van Jean Rey.
In 1903 behaalde hij aan de Universiteit van Luik een diploma burgerlijk mijningenieur. Beroepshalve werd hij ingenieur-attaché bij het Algemeen Krediet van Luik.
Tijdens de Eerste Wereldoorlog verbleef Gérard in Nederland, maar werd in 1917 naar de Belgische regering in Le Havre geroepen om directeur van de dienst financiële vragen te worden op het kabinet van de liberale minister van Economische Zaken Paul Hymans. Na de oorlog werd hij in 1919 wegens zijn financiële kwaliteiten in opvolging van Jules Ingenbleek benoemd tot secretaris van koning Albert I, een mandaat dat hij tot in 1924 uitoefende.
In 1919 werd hij tevens lid van de Monetaire Commissie, waarna hij van 1924 tot 1926 politiek directeur van de krant L'Indépendance belge was. Vervolgens was hij van 1926 tot 1935 als vertegenwoordiger van de Belgische regering lid van het Aflossingsfonds van Openbare Schuld. Als financieel expert werd hij van 1929 tot 1930 door de Volkenbond belast met de functie van rapporteur-generaal van de Inventariscommissie van Staatsgoederen. In deze functie moest hij een belangrijke missie doen in het Midden Oosten. Bovendien was hij van 1927 tot 1933 voorzitter van de Belgische Maatschappij van Politieke Economie, van 1937 tot 1946 voorzitter van het Belgisch Instituut van Openbare Financiën, van 1947 tot aan zijn overlijden in 1955 voorzitter van het Internationaal Instituut van Openbare Financiën, van 1939 tot 1952 voorzitter van de Bank van Brussel en van 1949 tot 1955 voorzitter van de Belgische Vereniging van Banken.
Zijn carrière werd bekroond met het ministerschap van Financiën, een mandaat dat hij als liberale extraparlementair van 1935 tot 1936 en voor korte tijd in 1938 uitoefende.

## Eretekens
- België: Grootkruis Orde Leopold II
- België: Grootofficier in de Kroonorde
- België: Commandeur Leopoldsorde
- België: Kruis van het Huis van Koning Albert
- Noorwegen: Commandeur St. Olav Orde
- Verenigd Koninkrijk: Koninklijke Victoria Orde
- Orde van de Witte Leeuw Tsjecho-Slowakije
- Orde van St. Gregorius de Grote Vaticaan
- Orde van de Rijzende Zon Japan
- Orde van de Zwarte Ster van Bénin
- Orde van de Poolster Zweden
- Kroonorde Roemenië
- Ismaïl Orde Egypte
- Officier Orde van Leeuw Perzië.